# 小行星25403
小行星25403（25403 Carlapiazza）是一颗绕太阳运转的小行星，为主小行星带小行星。该小行星于1999年11月19日发现。

## 轨道参数
小行星25403的轨道半长轴为342 491 068 km  2.2893788 UA，离心率为0.120。